# Greeley (Iowa)
Greeley – miasto w Stanach Zjednoczonych, w stanie Iowa, w hrabstwie Delaware. W 2000 liczyło 276 mieszkańców.